# Dasiops coracinus
Dasiops coracinus är en tvåvingeart som beskrevs av Mcalpine 1964. Dasiops coracinus ingår i släktet Dasiops och familjen stjärtflugor. Inga underarter finns listade i Catalogue of Life.